# Колпино (Пеновский район)
Колпино — опустевшая деревня в Пеновском районе Тверской области.

## География
Находится в западной части Тверской области на расстоянии приблизительно 27 км на запад по прямой от железнодорожной станции Пено.

## История
Деревня была показана на карте Менде (состояние местности на 1848 год). В 1859 году здесь (деревня Осташковского уезда) было учтено 6 дворов, в 1939 — 29. До 2020 года входила в Ворошиловское сельское поселение Пеновского района до их упразднения.

## Население
Численность населения: 52 человека (1859 год), 0 как в 2002 году, так и в 2010.